# 西鉄特急
西鉄特急（にしてつとっきゅう）は、西日本鉄道（西鉄）が天神大牟田線で運行している特急列車の通称。
本項では西鉄特急の歴史と概況などについて記述する。

## 概要
九州最古の電車特急である。福岡市、春日市、筑紫野市、久留米市、柳川市、大牟田市の福岡県西・南部の主要6都市を結んでいる。特別料金を徴収しておらず、西鉄天神大牟田線の看板的存在である。4往復は大牟田駅にて三池島原ラインの高速船へと連絡し、福岡から島原への連絡輸送の一端を成している。
西鉄天神大牟田線は日本国有鉄道（国鉄）・九州旅客鉄道（JR九州）の鹿児島本線とほぼ完全に並行しており、特急用車両には良質な電車が投入されていた。1959年の特急運転開始時は鹿児島本線が単線非電化であったため優位性があったが、国鉄が複線化などの改良を行い、競争が激化した。そのため西鉄はボックスシートであった特急車両を転換クロスシート車両に置き換えた。1983年のスピードアップの際には博多駅 - 大牟田駅を走る国鉄の特急列車「有明」よりも所要時間が短くなった が、1986年の国鉄ダイヤ改正で「有明」がスピードアップし、再び所要時間が逆転し、これ以降は運賃の安さで対抗することとなった。その後JR九州側の動向として、2011年3月12日に九州新幹線全線開業に伴い特急「リレーつばめ」「有明」が朝夜の3.5往復を除いて廃止となり、さらに2018年3月17日に博多駅方面から荒尾駅まで直通運転する快速列車が大幅に削減されたため、所要時間・運賃にて西鉄特急が優位に立っている状況である。

## 運行概況
全列車が福岡（天神） - 大牟田間の通し運転となっており、区間運転はない。特急と停車駅が同じで区間運転となる列車の場合は、下位種別を設けて運転されている。一部区間で単線区間が残っているが部分的に設けられた複線区間にて交換するようになっているため、定時で列車が運行した場合に列車行き会いのための待ち合わせが発生しないようなダイヤ設定がされている。2019年現在の全区間の所要時間の最速は64分である。
新型コロナウイルス感染症の世界的流行による利用者減のため、2021年3月13日から2024年3月15日までの3年間、平日は朝・夕・夜間帯のみの運行となり、平日の日中は特急の代わりに福岡（天神） - 大牟田間を通し運転する急行が運行されていた（土日祝日は終日運行を継続）。朝ラッシュを除き平日・土日祝日とも概ね30分間隔で運行し、福岡（天神）駅を毎時00・30分に発車するダイヤが組まれている。

### 停車駅
- ☆はのちに加えられた停車駅
- 全駅が福岡県内に所属

| 駅番号 | 駅名               | 接続路線・備考                                                              | 所在地   | 所在地   | 所在地 |
| ------ | ------------------ | --------------------------------------------------------------------------- | -------- | -------- | ------ |
| T01    | 西鉄福岡（天神）駅 | 福岡市地下鉄： 空港線（天神駅：K08） 福岡市地下鉄： 七隈線（天神南駅：N16） | 福岡市   | 中央区   |        |
| T02    | ☆薬院駅            | 福岡市地下鉄： 七隈線（N14）                                                | 福岡市   | 中央区   |        |
| T05    | ☆大橋駅            |                                                                             | 福岡市   | 南区     | 南区   |
| T09    | ☆春日原駅          |                                                                             | 春日市   | 春日市   |        |
| T13    | 西鉄二日市駅       | D太宰府線                                                                   | 筑紫野市 | 筑紫野市 |        |
| T27    | 西鉄久留米駅       | A甘木線                                                                     | 久留米市 | 久留米市 |        |
| T28    | ☆花畑駅            |                                                                             | 久留米市 | 久留米市 |        |
| T32    | ☆大善寺駅          |                                                                             | 久留米市 | 久留米市 |        |
| T39    | 西鉄柳川駅         |                                                                             | 柳川市   | 柳川市   |        |
| T49    | 新栄町駅           |                                                                             | 大牟田市 | 大牟田市 |        |
| T50    | 大牟田駅           | 九州旅客鉄道： 鹿児島本線（JB27）                                           | 大牟田市 | 大牟田市 |        |

停車駅が増えた背景としては、拠点駅の混雑緩和・乗り換え対応がある。
- 薬院駅は、博多方面への路線バスおよび福岡市地下鉄七隈線への乗り換え駅としての役目があるが、西鉄福岡（天神）駅の工事によりホームが狭くなることから乗客の降車の分散の必要があったためである。
- 大善寺駅は、単線区間の多い久留米以南の運行形態見直し過程で、柳川方面への普通電車接続や久留米市南西部方面へ向かうバスへの乗換などを目的として停車駅に加えられた[注 7]。大善寺 - 大牟田間は、日中30分間に特急・普通各1本ずつが基本パターンとなっている。
- 花畑駅は、西鉄久留米駅への一極集中を緩和するために、周辺の土地区画整理事業に合わせて停車駅に加えられた[注 8]。
- 大橋駅は、九州大学大橋キャンパスなどの学校が多数存在する文教地区であることと、福岡市南部や那珂川方面へ向かうバスへの乗換に対応するため停車駅に加えられた。従来は遠近分離による混雑緩和と速達性維持の観点から利用者数が多くても特急通過駅となっていたが、2017年のダイヤ改正で停車駅に加えられた。
- 春日原駅は、路線バスとの接続など交通結節点としての機能を有しており、春日・大野城両市の拠点駅と位置づけられているためである。2024年のダイヤ改正で停車駅に加えられた[7]。

### 臨時停車駅
この他毎年2月に久留米市城島町で開催される城島酒蔵びらきに併せて三潴駅に一部の列車が臨時停車する。

## 歴史
西鉄の前身の九州鉄道では1939年7月1日に福岡 - 大牟田間を全通させた後、同年11月1日から福岡 - 久留米間を38分、福岡 - 大牟田間を78分で走行する急行の運行を開始した。この急行は戦時中に一時休止され、戦後の1946年12月に復活したが、福岡 - 大牟田間の所要時間は100分に延びた。運行本数は3往復であった。
戦後の混乱から落ち着きを取り戻した頃に国鉄（当時）の鹿児島本線に快速列車が登場した。西鉄の急行にもスピードアップが求められ、1954年には最高時速が85kmにスピードアップされ、福岡 - 大牟田間の所要時間が82分となり、1時間間隔へ増便された。1956年には急行が主系統急行へ改称された。1959年には主系統急行は特急に名称が変更された。

### 年表
- 1959年（昭和34年）5月1日 - 主系統急行から格上げされ特急列車運転開始。停車駅は従来の急行から大善寺駅を除いたもので、西鉄福岡・西鉄二日市・西鉄久留米・西鉄柳河（現・西鉄柳川）・栄町（現・新栄町）・大牟田。45分間隔で運行。所要時間は福岡 - 大牟田間75分[11]。
- 1960年（昭和35年）5月1日 - 最高速度が95km/hに。福岡 - 久留米間35分、福岡 - 大牟田間70分となる[12]。
- 1961年（昭和36年）
  - 時期不明 - 1000形の車体塗装を一新。従来の西鉄標準色からコバルトブルーに黄色の帯の特急専用色となる。これによりフラッグシップ的存在となった。
  - 6月21日 - 1300形投入に伴い、日中の特急は特急形車両の1000形・1300形で統一。
- 1964年（昭和39年）10月20日 - 最大連結両数を6両に変更[11]。
- 1966年（昭和41年）10月1日 - ダイヤ改正。増発し30分間隔での運行となる。
- 1969年（昭和44年）3月1日 - 福岡 - 久留米間32分、福岡 - 大牟田間65分に短縮。
- 1973年（昭和48年）5月10日 - ダイヤ改正。2000形投入[12]に伴い、特急専用車両が交代。この改正を機に、1000・1300形は特急運用から撤退[要出典]。
- 1975年（昭和50年）3月1日 - 西鉄特急脱線事故発生
- 1983年（昭和58年）3月26日 - 最高速度が100km/hへ引き上げ。福岡 - 大牟田間60分に短縮。速度向上に伴い、日中の特急運用本数が6本→5本に。昼間の特急運用は2000形に統一され、5000形は日中の特急運用から撤退。
- 1989年（平成元年）3月10日 - 8000形運行開始[12]。
- 1995年（平成7年）3月25日 - 福岡 - 平尾間高架化工事竣工に伴い、薬院駅に全ての特急が停車（従前は朝ラッシュ時上りのみ停車していた）。
- 2001年（平成13年）11月10日 - ダイヤ改正により、大善寺駅に全ての特急が停車（従前は朝上り・夕方下りのみ停車していた）。
- 2004年（平成16年）10月17日 - 久留米 - 津福間高架化工事竣工に伴い、停車駅に花畑駅を追加。
- 2008年（平成20年）
  - 2月16日 - 乗務員訓練のため一部の列車で110km/h運転を開始。
  - 3月22日 - 正式に最高速度が110km/hとなる。これにより福岡（天神） - 大牟田間58分に短縮、初めて1時間を切る。
- 2010年（平成22年）3月27日 - 雑餉隈 - 下大利間高架化事業に伴う徐行運転により2分所要時分が伸びる。1時間を再び上回る。
- 2014年（平成26年）3月22日 - ダイヤ改正により、早朝（大牟田5:26発）に1本増発（急行からの格上げ）。
- 2017年（平成29年）8月26日 - ダイヤ改正により、停車駅に大橋駅を追加。朝ラッシュ時間帯に平日2本・土休日3本、平日の夜間帯（福岡（天神）22:32発）に1本増発。
- 2021年（令和3年）3月13日 - ダイヤ改正。新型コロナウイルスの影響により、平日の日中の特急運行が急行運行へと格下げとなった。土曜・日祝日の終日と平日朝・夕・夜間帯の運行は今までどおり行われる。
- 2022年（令和4年）8月28日 - 雑餉隈 - 下大利間高架化に伴う線路切替工事により、福岡（天神）- 筑紫間で始発を繰り下げたため、大牟田5:26発は通常では設定の無い筑紫行き特急列車として運行された。なお、この列車は小郡に臨時停車した[13]。同日ダイヤ改正。雑餉隈 - 下大利間高架化により、所要時間が日中を中心に上り下りともに1～2分短縮された（上り:62分→60分　下り:64分→62分）。また、利用状況に合わせて平日の9時台と10時台の特急が急行に格下げ[注 9]となった[14]。
- 2024年（令和6年）3月16日 - ダイヤ改正により、停車駅に春日原駅を追加[7]。また、運行を取りやめていた平日日中の運行を再開[7]。

## 使用車両

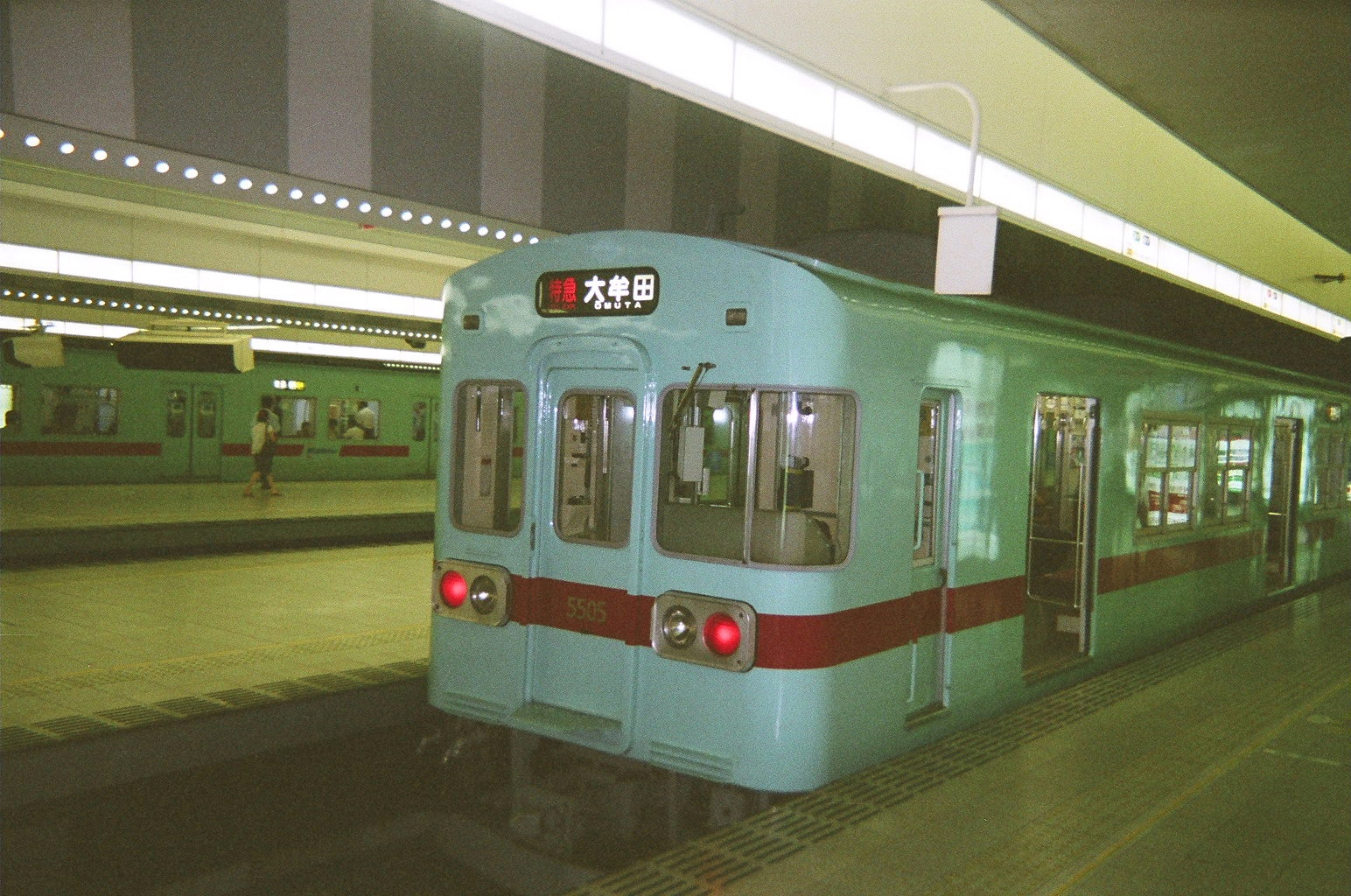
5000形

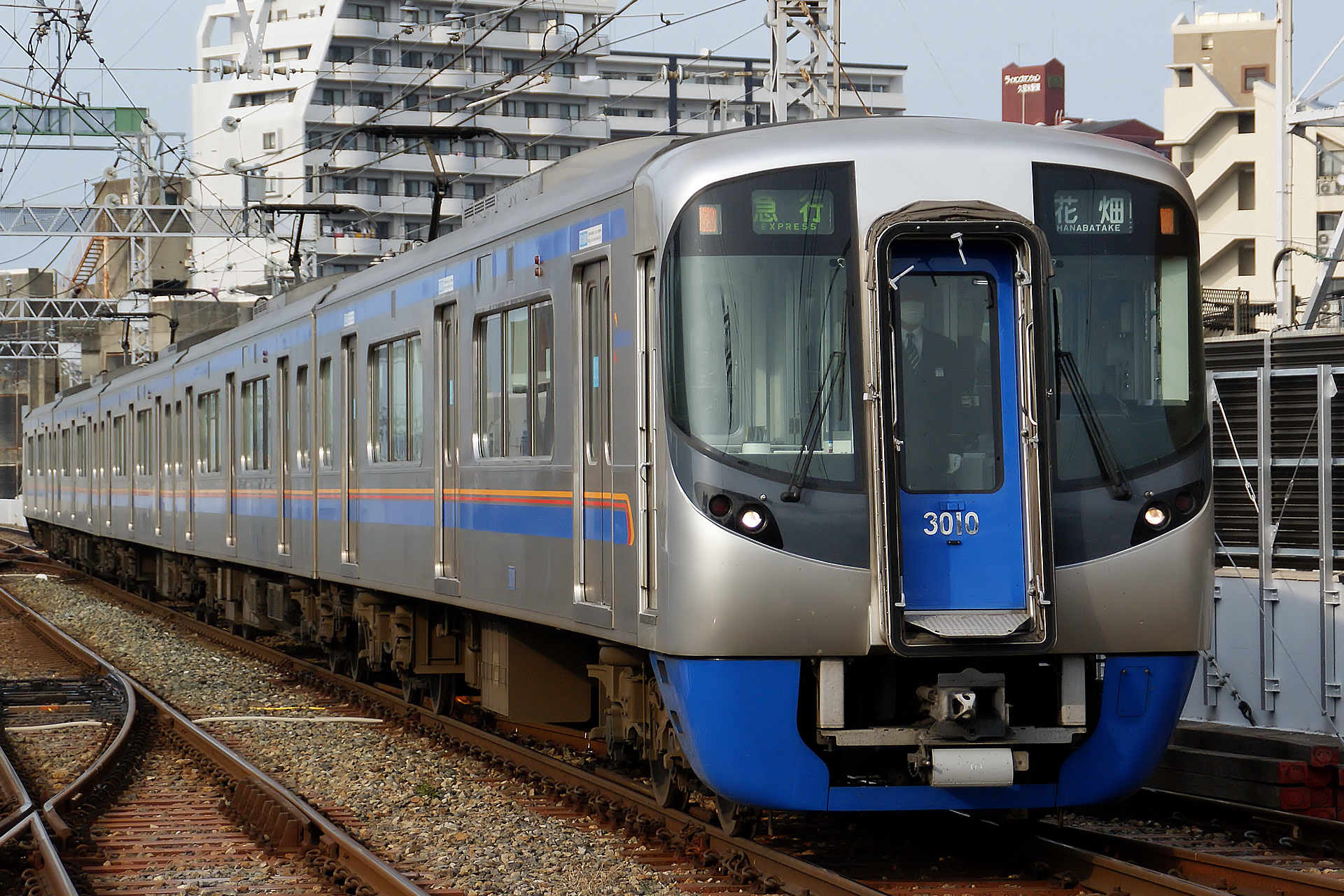
3000形
写真の3010編成は5両固定編成であり通常は特急に使用されない

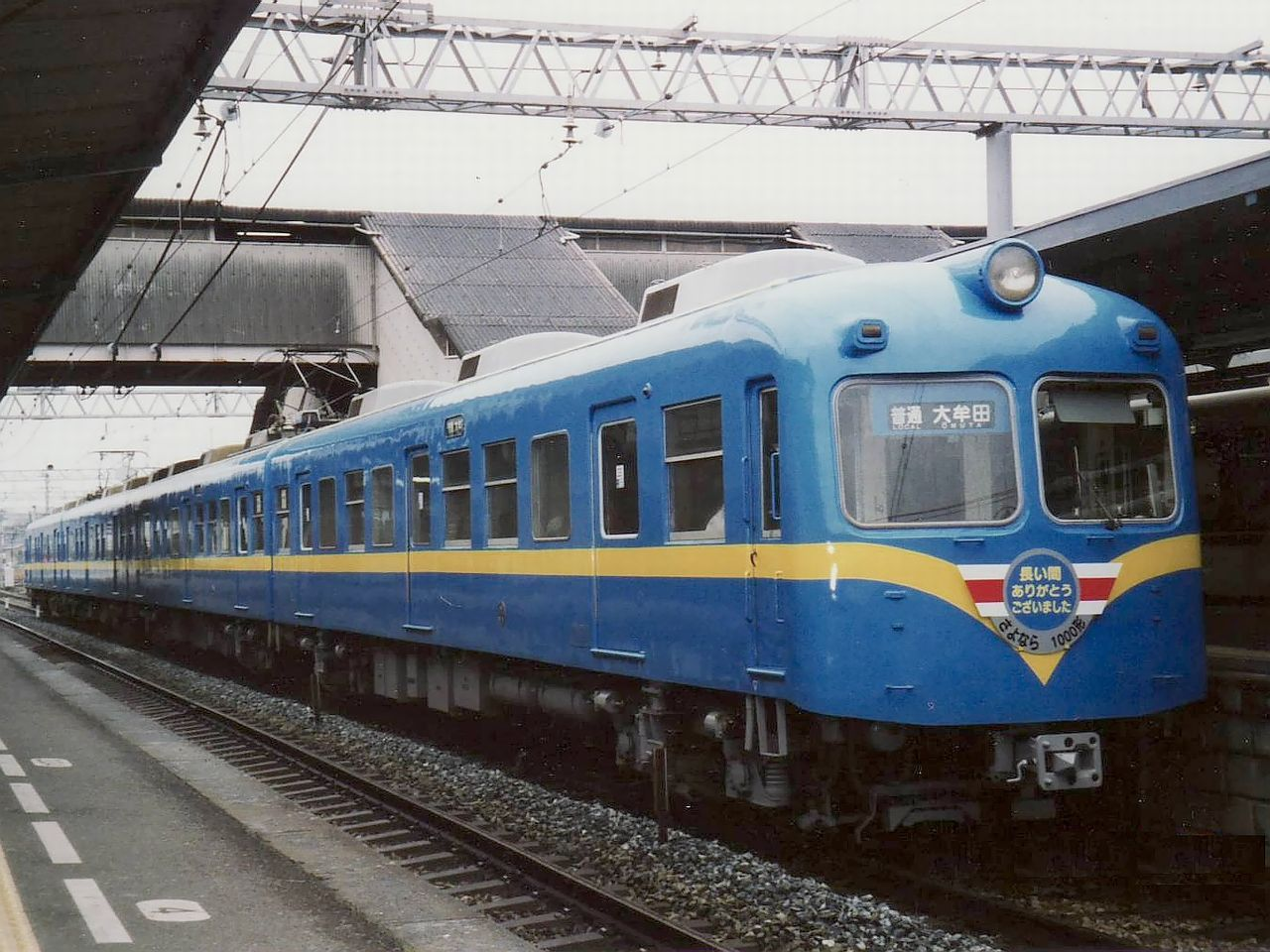
1000形
写真はさよなら運転時に旧特急色に塗り直されたもの

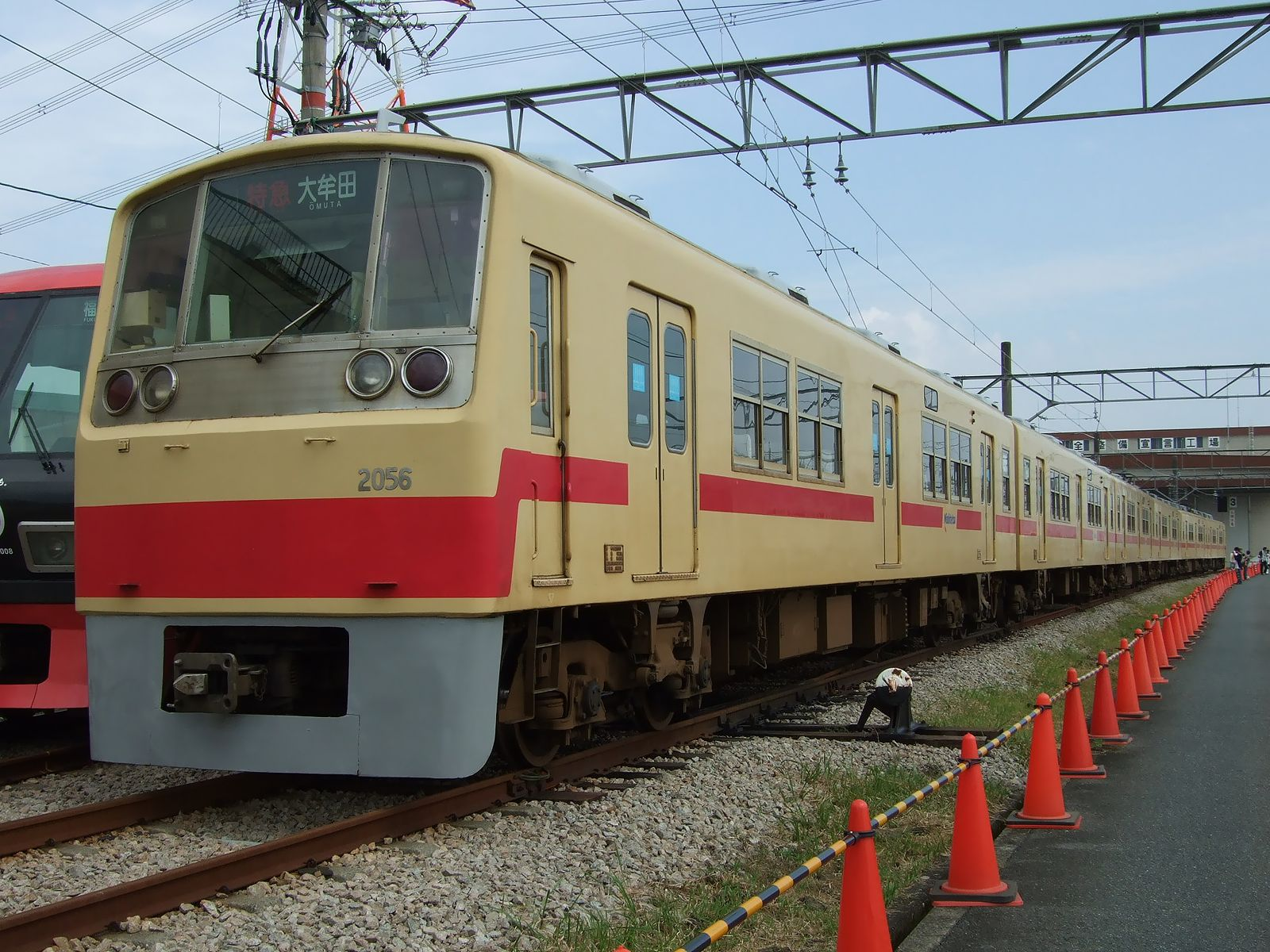
2000形

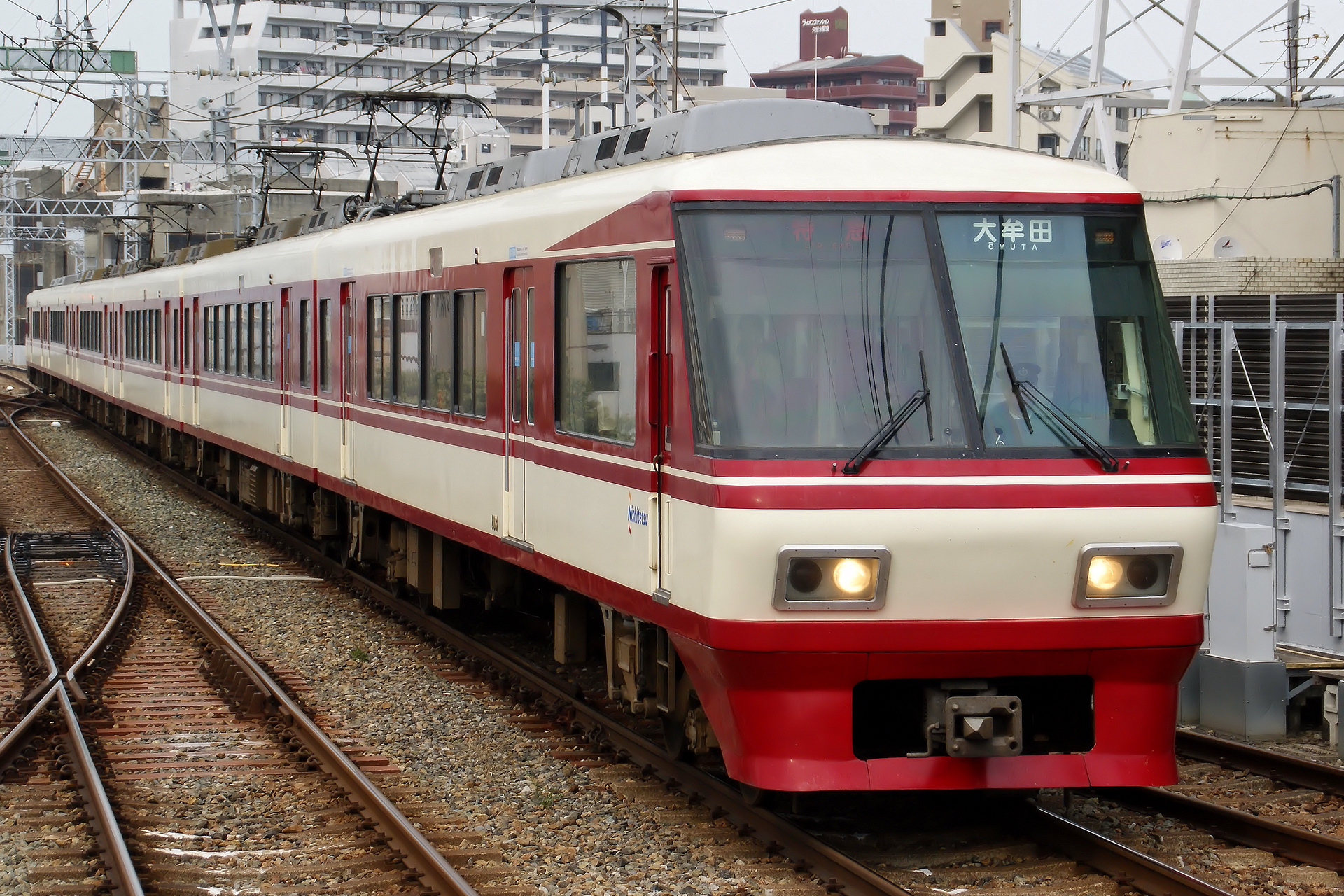
8000形

2ドアクロスシート車が代々利用されていたが、3ドアの3000形が導入されてより3000形が主力車両となっている。
朝夕ラッシュ時を中心にロングシート車が充当される。年末年始・ゴールデンウィーク・大学入試期間・3000形の予備車の都合でロングシート車が日中に充当されることもある。

### 現在の利用車両
主なもののみ記す。2両編成の7000形・7050形電車はダイヤの乱れや検査などの都合による特別な事情がある時を中心に使用されていたが、7000形に関しては後述する異形式併結運用や、2025年春以降の定期化により、日常的に特急運用が見られるようになっている。
3000形電車
2006年 - 2010年、2015年 - 2016年に製造。急行用として、2014年度から後述の8000形の老朽化に伴う代替を目的として増備されており、運用時間帯が全日の日中にも拡大された。現在は日中時間帯における特急は原則3000形の運行である。なお、それ以前より土曜休日の夜間に6両編成で定期運用が存在していた。
特急運転を担う編成として「水都」を含む3両編成を2本連結したものが3本、2両編成を3本連結したものが2本組まれている。
日中において検査の都合上5本が同時に運転できる機会は多くはない。
5000形電車
1975年から1991年まで製造された。3扉ロングシートの通勤形車両で、4扉ロングシートの6000・6050形と比較して座席数が多い。ラッシュ時に7両編成とした上で運行されるほか、日中は6両編成の代走が行われることがある。
6000形・6050形電車
1993年から1999年まで製造された。4扉ロングシートの通勤形車両。ラッシュ時に7両編成として上で運行されている。最大で5本7両編成を組むことができる。
9000形電車
2017年から製造されている。3扉ロングシートの通勤形車両。5000形を徐々に置き換え始め、ラッシュ時などに運用されている。土日祝日の日中においては、2022年8月のダイヤ改正以降、3000形の代走運転に充てられている。

7000形電車
　これまで2両編成の7000形は普通電車のみの運用のみであったが、2024年から6000系列との異形式併結運用が始まったことから5両以上の優等運用を持つようになり、2025年3月からは、6000系列7連運用とともに平日日中の6連運用の定期運用が始まった。これにより、普段から7000形のブツ6運用が頻繁に見られるようになった。
　なお、過去には早朝に7000形または7050形による4連で小郡発福岡行急行の設定があった。ダイヤ乱れの際には4連での急行や特急への充当代走も存在する。

### 過去の使用車両
通勤形車両
300形電車
1939年に製造された2扉の301形、1948年に製造された3扉の303形・308形が、1979年頃まで600形とともにラッシュ時を中心に特急に使用された。
600形電車
1962年から1972年まで製造された。3扉ロングシートの通勤形車両で、1964年9月1日からラッシュ時の特急に使用開始された。1973年から冷房化改造が進められ、冷房化改造車は日中の特急にも使用された。特急運用はその後再び朝夕ラッシュ時のみとなり、1995年3月25日のダイヤ改正で特急の定期運用はなくなったが、その後も2000形や5000形の代走として特急に使用されたことがある。
特急形車両（以下は主として特急に使用された）
1000形電車
1957年製造。製造当初は急行に使用され、1959年の特急運転開始時に初代特急用車両となった。座席は向かい合わせの固定クロスシートであった。当初は上半クリーム色、下半マルーン色の西鉄標準色であったが、1961年にコバルトブルーに黄色の帯の特急専用色に改められた。1973年、2000形の登場により急行用に格下げされた。
1300形電車
特急増発に伴い1961年製造（先頭車は初代600形の改造）。1973年、2000形の登場により1000形とともに急行用に格下げされた。
2000形電車
1973年製造。6両固定編成で冷房装置付き、座席は転換クロスシートとし、それまでの1000・1300形に比べて輸送力・接客設備ともに大幅に向上された。車体塗装はオキサイドイエロー地にボンレッド帯となった。
8000形登場後、3扉に改造され、1991年には急行用に格下げされたが、扉の間の転換クロスシートは残された。8000形検査入場などの際には8000形特急の代走形式として2010年の全廃まで使用されていた。また土曜休日に下り1本のみながら、定期特急運用が存在した。
8000形電車
1989年製造。特急用車両としては最後の製造。国鉄分割民営化により発足したJR九州の営業政策に対抗することに加え、アジア太平洋博覧会の開催が決定したこともあり、計画より1年早く2000形の後継として製造された。老朽化により、2015年度から3000形への置き換えが進められ、2017年10月13日をもって特急運用を終了した。これにより西鉄の特急用車両は消滅した。

## 座席指定席車導入の検討
かつて特急電車に1990年代および2020年ごろまでに座席指定席連結が検討の報道がなされていたが、2025年現在実現の見通しはたっていない。なお、2024年4月と5月の4日間において3000系5両を用いた臨時有料座席列車「Nライナー」を運行した。